# Lijst van voetbalinterlands Armenië - Georgië (vrouwen)
Deze lijst van voetbalinterlands is een overzicht van alle officiële voetbalwedstrijden tussen de nationale vrouwenteams van Armenië en Georgië. De landen hebben tot nu toe drie keer tegen elkaar gespeeld.

## Wedstrijden
| № | Plaats   | Datum        | Competitie           | Wedstrijd         | Uitslag |
| - | -------- | ------------ | -------------------- | ----------------- | ------- |
| 1 | Ta' Qali | 5 maart 2011 | EK 2013 kwalificatie | Armenië − Georgië | 0 − 0   |
| 2 | Tbilisi  | 13 juli 2023 | Vriendschappelijk    | Georgië − Armenië | 5 − 0   |
| 3 | Tbilisi  | 16 juli 2023 | Vriendschappelijk    | Georgië − Armenië | 3 − 1   |

## Samenvatting
| Competitie        | Totaal gespeeld | Winst Armenië | Gelijk | Winst Georgië | Doelsaldo Armenië – Georgië |
| ----------------- | --------------- | ------------- | ------ | ------------- | --------------------------- |
| EK-kwalificatie   | 1               | 0             | 1      | 0             | 0 − 0                       |
| Vriendschappelijk | 2               | 0             | 0      | 2             | 1 − 8                       |
| Totaal            | 3               | 0             | 1      | 2             | 1 − 8                       |